# 王若望 (主教)
王若望（英語：John Wang Ruo-wang；1962年—；聖名：若望），是天主教中國籍地下教會主教，不獲中國政府承認。現任秦州教區第三任正權主教。

## 生平

### 早年生活
王若望出生於1962年，在甘肅省甘谷縣大像山鎮的教友家庭，在十兄弟姊妹中，秦州教區第二任正權主教王彌祿為其兄長，三哥王若翰是神父及一名妹妹為修女。1983年，王若望在22歲時獲晉鐸。

### 牧職
2003年7月24日，秦州教區主教王彌祿受命辭職榮休，教區處於教座從缺情況。2011年8月19日，王若望在50歲時獲得時任教宗本篤十六世任命為秦州教區第三任正權主教，並隨即由浙江省永嘉教區主教邵祝敏秘密祝聖晉牧。
同年8月20日，當地公安人員帶走約30名地下教會團體成員，包括王若望主教、王彌祿榮休主教、前教區署理王若翰神父等多幾位神父及約20名信徒會長。他們被分開拘押於至少兩個地方。公安人向他們問話後，要求他們每天4小時參加學習班，並容許信徒會長們向家裡打電話。被拘留五天後，全部人獲釋。
王若望主教秘密晉牧後，就被扣押接近一年，其後獲准返回秦州。但是，王主教的行動和牧職仍受到限制。2012年12月30日，王主教在太京天主堂被政府帶走，被拘留於市內的賓館，由政府官員陪同及強迫參加「教育轉化政治學習班」。3月下旬，永嘉教區主教邵祝敏因在去年為王主教秘密晉牧，被政府帶走，強迫參加「學習班」。
2015年4月20日，王主教在教友家裡的樓頂晾曬清洗好的祭衣時，意外觸到高壓電線遭電擊，被高壓電流經右手後通過全身，導致全身有逾五成皮膚燒傷，曾一度昏迷，傷重送院。同月22日，轉到蘭州醫院接受治療和護理。王主教在蘭州留院期間，蘭州總教區數十位神父前去探望，而蘭州總教區主教韓志海也前去探望數次。同年5月13日，醫生對王主教燒傷最嚴重的幾處，進行了皮膚移植手術。在5月26日痊愈出院，返回教區繼續休養。